# Conus ferrugineus
Conus ferrugineus é uma espécie de gastrópode do gênero Conus, pertencente à família Conidae.

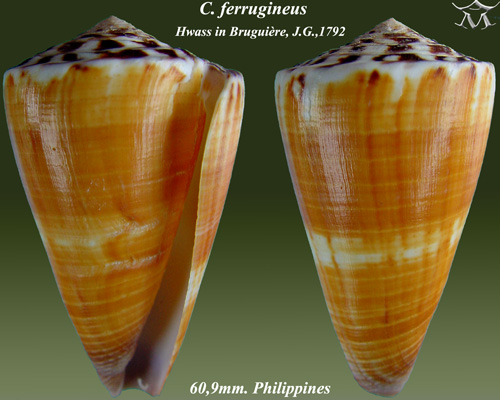
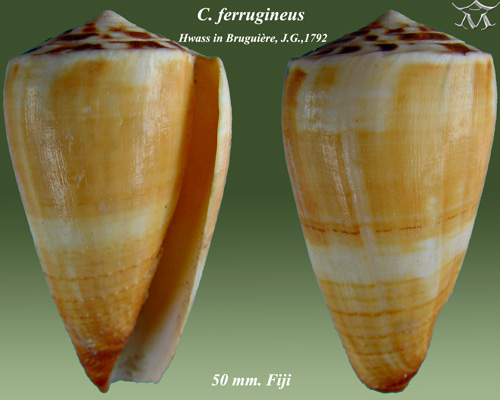
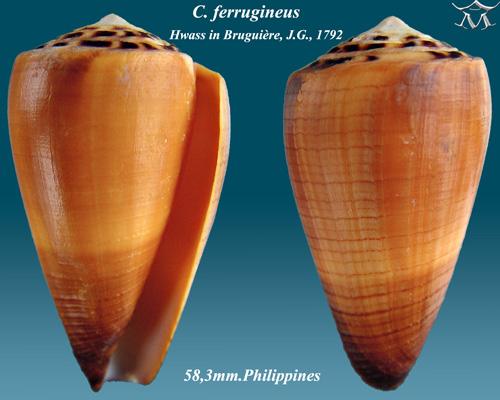